# Гуэмес, Хуан-Висенте де
Хуан Висенте де Гуэмес Пачеко де Падилья-и-Оркаситас (исп. Juan Vicente de Güemes Pacheco de Padilla y Horcasitas; 1740, Гавана — 1799, Мадрид) — 2-й граф Ревилла Гигедо, Вице-король Новой Испании с 16 октября 1789 до 11 июля 1794 года, президент Королевского казначейства Новой Испании, генерал-капитан Каталонии в 1796—1797 годах.

## Биография
Родился 5 апреля 1738, отец — губернатор и генерал-капитан вице-королевства Новой Испании, президент суда Мексики, заместитель суперинтенданта королевского казначейства Хуан Франсиско де Гуэмес.
Хуан Винсенте прибыл в Веракрус 8 октября 1789 года, чтобы занять должность вице-короля. Он вошел в столицу 17 числа того же месяца и получил командование вице-королевством в городе Гваделупа. Через неделю после прихода к власти де Гуэмеса банда преступников убила Хоакина Донго, торговца и видного жителя столицы, и десять его сотрудников. Де Гуэмесу потребовалось всего 13 дней, чтобы найти банду, предать её суду и казнить за убийство. За это его часто называли Защитником справедливости.
Его главной заботой была столица вице-королевства — Мехико. Началось все с того, что на всех улицах провели водоотводные каналы. Затем он замостил их, установил уличное освещение для освещения в ночное время, наладил службу уборки и вывоза мусора, пронумеровал дома.
Де Гуэмес приказал благоустроить набережные, площади и проспекты, контролировал дорожный хаос в городе, организовал полицейскую службу, как днем, так и ночью. Его правительство проводило политику преследования воров и убийц.
Одной из мер, которым правительство де Гуэмеса уделяло наибольшее внимание, было улучшение ситуации в муниципалитетах, что привело к развитию выращивания хлопка, конопли, шелка и льна.
На протяжении всего своего правления он поддерживал различные экспедиции: в 1790 году во время раскопок на Пласа-де-Армас был найден ацтекский календарь, капитан Алехандро Маласпина отправился в плавание вдоль побережья Осолутана в Сан-Сальвадор-де-Гватемала, а затем в Калифорнию, чтобы обезопасить испанские владения от Англии. Другая экспедиция должна была разведать канал Лопес-де-Аро в проливе Фука.